# Kormányfelület

Alapvető repülőgépirányító- és mozgásfelületek

A repülőgépeknek három kormányfelülete van. Az oldalkormány (a jobbra-balra fordulás, legyező nyomaték), a csűrőlap (a dőlésszög, orsózónyomaték) és a magassági kormánylap (fel-le mozgás, bólintó nyomaték). Ezek közül kettőt a a kormányoszloppal lehet irányítani (a csűrőlapot és a magassági kormánylapot), egyet (az oldalkormányt) a pedálokkal. Ha kormányoszlopot előretoljuk, akkor a gép süllyed, ha magunk felé húzzuk, akkor emelkedik, ha jobbra fordítjuk, akkor a gép a jobb oldalára dől, ha balra, akkor pedig a bal oldalára dől. Ha a jobb pedált nyomjuk le, akkor a gép jobbra fordul, ha a balt, akkor pedig balra fordul. Ha a két pedált egyszerre, akkor pedig a kerékfék aktiválódik.
A magassági kormánylap a vízszintes vezérsík kilépő élén van, a magassági kormánylap kilépő élén pedig a trimm. Az oldalkormány a függőleges vezérsíkon van, a csűrőlap pedig a szárny kilépő élén.
Mindhárom kormányfelületet hidraulikus folyadék irányítja, ahogy a futóműveket és a fékszárnyakat is.